# Karl Verner
Karl Adolf Verner (ved dåben: Carl Adolph Werner) (født 7. marts 1846 i Aarhus, død 5. november 1896 på Frederiksberg) var en dansk sprogforsker, der er særlig kendt for Verners lov.
Verner var født og opvokset i Aarhus og studerede sammenlignende sprogvidenskab ved Københavns Universitet, hvor han 1873 tog magisterkonferens. 1876 blev han bibliotekar ved universitetsbiblioteket i Halle an der Saale, og fra 1888 til sin død var han professor i slavisk sprog og litteratur ved Københavns Universitet.
Verner blev medlem af Videnskabernes Selskab 1888, Ridder af Dannebrog 1892 og æresdoktor ved universitetet i Heidelberg 1887.
Han er begravet på Bispebjerg Kirkegård.